# Marita Koch

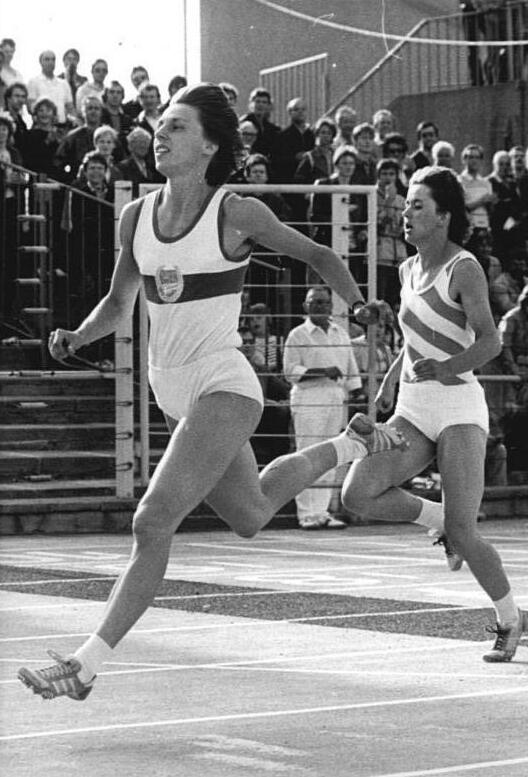
Marita Koch schlägt Marlies Göhr bei einem 200-Meter-Lauf (1984)

Marita Koch (jetzt Marita Meier-Koch) (* 18. Februar 1957 in Wismar) ist eine ehemalige deutsche Leichtathletin, die für die DDR antrat. Sie gewann bei den Olympischen Spielen 1980 die Goldmedaille über 400 Meter. Im Laufe ihrer Karriere stellte sie 15 Weltrekorde in olympischen Disziplinen auf. Der von Koch im Jahr 1985 aufgestellte Freiluftweltrekord über 400 Meter besteht noch immer.

## Leben
Koch begann 1972 mit der Leichtathletik. Zuvor war sie im Handball aktiv.
Nachdem Marita Koch an den Olympischen Spielen 1976 verletzungsbedingt (Muskelriss) nicht teilnehmen konnte, wurden die Olympischen Spiele 1980 in Moskau zu ihren einzigen Spielen. Dabei holte sie mit dem Sieg über 400 Meter und gemeinsam mit der DDR-Staffel über 4-mal 400 Meter gleich zwei Medaillen. Die 400 Meter gewann sie in 48,88 s. In der Staffel holte sie als Schlussläuferin gemeinsam mit Gabriele Löwe, Barbara Krug und Christina Lathan Silber.
An den Olympischen Spielen 1984 konnte sie wegen des Boykotts der sozialistischen Staaten nicht teilnehmen. Für die Olympischen Spiele 1988 in Seoul war sie allerdings wieder fest eingeplant. Doch kurz zuvor trat sie vom aktiven Sport zurück. Sie gab an, ihre Sehnen schmerzten zu sehr und sie glaube nicht daran, „es noch einmal schaffen zu können.“
Marita Koch erlebte mit den Weltmeisterschaften 1983 auch nur einen Weltmeisterschaftsauftritt. Bei selbigem war sie mit drei Goldmedaillen und einer Silbermedaille auch gleich die erfolgreichste Athletin. Bei den Titelkämpfen in Helsinki siegte sie über 200 Meter (22,13 s), 4-mal 100 und über 4-mal 400 Meter. Über 100 Meter holte sie Silber. Ihre Landsfrau Marlies Göhr erreichte fünf Hundertstelsekunden vor ihr das Ziel.
Die meisten Medaillen sammelte Marita Koch allerdings bei Europameisterschaften. Insgesamt wurde sie sechsmal Europameisterin. Von 1978 bis 1986 gewann sie dreimal hintereinander die Goldmedaille über 400 Meter. Mit der DDR-Staffel gewann Marita Koch dort auch jeweils die Goldmedaille. Bei den Europameisterschaften 1982 stellte sie zudem sowohl über 400 Meter (48,16 s) als auch mit der Staffel (3:19,04 min) neue Weltrekorde auf. Beide Rekorde konnte sie noch einmal unterbieten.
Marita Koch gelang es, zwischen 1975 und 1986 19-mal DDR-Meisterin zu werden, zehn Titel gewann sie in der Halle, neun im Freien. Ihren letzten Titel gewann sie bei den Hallenmeisterschaften 1986.
Koch hatte bei einer Größe von 1,71 m ein Wettkampfgewicht von 61 kg. Ihr Trainer beim SC Empor Rostock war Wolfgang Meier, mit dem sie seit 1987 auch verheiratet ist und eine gemeinsame Tochter (* 1989) hat. Koch studierte Medizin an der Wilhelm-Pieck-Universität. 1989 brach sie das Studium ab und eröffnete ein Sportartikelgeschäft in Rostock, ab 2000 betrieb sie auch ein Modegeschäft.
2014 fand sie als erste deutsche Leichtathletin neben Heike Drechsler Aufnahme in die IAAF Hall of Fame.
Meier-Koch lebt in Kritzmow bei Rostock.

## Weltrekorde
Insgesamt konnte Marita Koch 15 Weltrekorde in olympischen Disziplinen aufstellen. Nur der australischen Sprinterin Betty Cuthbert gelangen noch mehr Weltrekorde.
Sie erzielte sieben Weltrekorde auf ihrer Paradestrecke, den 400 Metern. Die 47,60 s von 1985, als sie beim Weltcup in Canberra bis auf die Russin Olha Wladykina-Bryshina (48,27 s) die gesamte Konkurrenz deutlich besiegte, wurden bis heute nicht unterboten. Außer Koch gelang nur der Tschechin Jarmila Kratochvílová (47,99 s am 10. August 1983) ein Lauf unter 48 Sekunden. Ihren ersten Weltrekord stellte Marita Koch allerdings über die 200 Meter auf, einen Monat vor ihrem ersten Weltrekord über 400 Meter. Mit 21 Jahren (1978) lief sie die halbe Runde im Erfurter Steigerwaldstadion in 22,06 s. Ein Jahr später drückte sie die Marke schließlich auf 21,71 s, was bis zum 28. August 2015 Europarekord war, als Dafne Schippers diesen bei den Weltmeisterschaften 2015 in Peking unterbot. 1984 bestätigte sie diese Zeit noch einmal.
Zwei weitere Weltrekorde gelangen Marita Koch in nichtolympischen Disziplinen, und zwar in der 4-mal-200-Meter-Staffel und über die 50 Meter in der Halle.
200 m

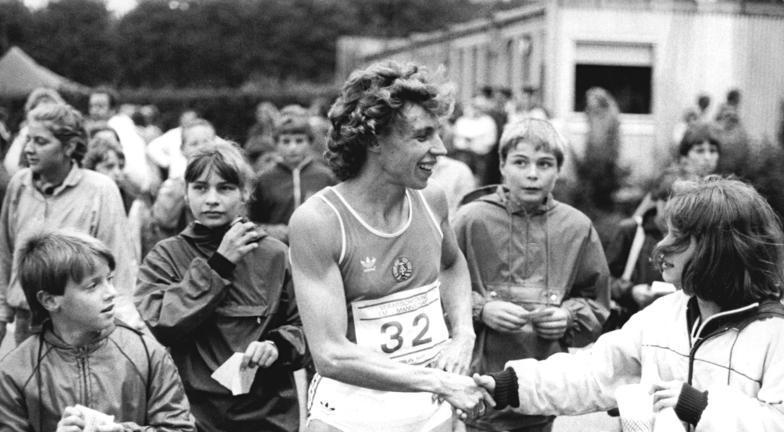
Marita Koch bei einem Sportfest im Berliner Sportforum, 21. August 1986

- 22,06 s: 28. Mai 1978 in Erfurt (Steigerwaldstadion)
- 22,02 s: 3. Juni 1979 in Leipzig
- 21,71 s (bis 2015 ER): 10. Juni 1979 in Karl-Marx-Stadt
- 21,71 s: 21. Juli 1984 in Potsdam

400 m
- 49,19 s: 2. Juli 1978 in Leipzig
- 49,03 s: 19. August 1978 in Potsdam
- 48,94 s: 31. August 1978 in Prag
- 48,89 s: 29. Juli 1979 in Potsdam
- 48,60 s: 4. August 1979 in Turin
- 48,16 s: 8. September 1982 in Athen
- 47,60 s (WR): 6. Oktober 1985 in Canberra

4 × 100-m-Staffel
- 42,10 s: 10. Juni 1979 in Karl-Marx-Stadt
- 41,53 s: 31. Juli 1983 in Berlin

4 × 400-m-Staffel
- 3:19,04 min: 11. September 1982 in Athen
- 3:15,92 min: 3. Juni 1984 in Erfurt

4 × 200-m-Staffel
- 1:28,2 min: 9. August 1980 in Jena

50 m (Halle)
- 6,11 s: 2. Februar 1980 in Grenoble

Zeichenerklärung:
WR = bestehender Weltrekord; ER = bestehender Europarekord

## Dopingvorwürfe
1991 konnten die Dopinggegner Brigitte Berendonk und Werner Franke mehrere Dissertationen und Habilitationsschriften ehemaliger DDR-Dopingforscher in der Militärmedizinischen Akademie Bad Saarow sicherstellen. Anhand der Arbeiten ließ sich die staatlich organisierte Dopingpraxis vieler bekannter DDR-Leistungssportler, darunter auch Marita Koch, rekonstruieren. Den Angaben zufolge bekam Marita Koch von 1981 bis 1984 hohe Dosen Oral-Turinabol. Marita Koch bestreitet, Dopingmittel genommen zu haben.

## Auszeichnungen
- DDR-Sportlerin des Jahres in den Jahren 1978, 1979, 1982, 1983 und 1985.
- dreifache Weltsportlerin des Jahres
- Weltsportlerin des Jahres (La Gazzetta dello Sport) in den Jahren 1982 und 1985
- Europas Sportlerin des Jahres 1985
- Ehrenbürgerschaft von Wismar (1988)
- Vaterländischer Verdienstorden in Gold/Silber/Bronze
- Großer Stern der Völkerfreundschaft
- AIPS-Olivenzweig
- Aufnahme in die IAAF Hall of Fame 2014
- Goldener Rudi 2024

## Filme
- Einzelkämpfer (2013): Dokumentarfilm über vier Spitzensportler der DDR, darunter Marita Koch. Filmpremiere auf der Berlinale 2013